# 昔剌斡忽勒
昔剌斡忽勒（蒙古语：Šira Oγul），《元史》等汉文史料中记作昔剌斡忽勒，一般认为其与《元朝秘史》中列为第67位千户长的失剌忽勒（Širaqul）为同一人物，出自克烈部，13世纪初蒙古帝国的必阇赤（书记官）。

## 生平
据《元史》记载，昔剌斡忽勒有兄弟四人：长兄脱不花、次兄怯烈哥、四弟哈剌阿忽剌。次兄怯烈哥早年便与蒙古部的铁木真有旧谊，兄弟四人借此率部属归附成吉思汗。成吉思汗念及与怯烈哥的旧情，对其家族厚待有加，朝会、宴饮时都让他们居上座。
克烈部早于蒙古部引入回鹘文字，昔剌斡忽勒通晓以回鹘文记录蒙古语的技艺。归附铁木真后，他因这一才能被任命为必阇赤之长，成为蒙古帝国早期核心文书官员之一。同时，克烈部出身的阿必失哈及与克烈部有渊源的回鹘人镇海也被任命为必阇赤，这些原克烈汗国相关人物被认为奠定了蒙古帝国的文书制度基础。
昔剌斡忽勒早逝，其子孛魯合继承其职位。孛魯合在蒙哥汗时期与札剌亦儿部的忙哥撒儿同为大汗心腹，参与国政。蒙哥死后，不儿吉在蒙古内战中支持阿里不哥对抗忽必烈，战败后被处决。

## 克烈部昔剌斡忽勒家族
- 脱不花（Toq buqa）
- 怯烈哥（Keregei）
- 昔剌斡忽勒
  - 中書右丞相 孛魯合（Bulγai，بلغای اقا/bulghāī āqā）
    - 恒陽王 也先不花（Esen buqa）
      - 湖南行省左丞相 亦憐真（Irinǰin）
        - 太保中書右丞相 搠思監（Čosgen）

      - 广陽王 禿魯（Tuqluq）
      - 湖南宣慰使 答思（Daš）
      - 中政使 怯烈（Kerei）
      - 行浙東道宣慰使司都元帥 按攤（Altan）
        - 湖南道宣慰副使 阿荣（Ayong）

    - 御史台中丞 木八剌（Mubaraq）
    - 泉府大卿 答失蛮（Dašman，داشمن/dāshman）
    - 四川省平章政事 不花帖木儿（Buqa temür）
- 哈剌阿忽剌（Qara Oγul）